# Skyllberg
Skyllberg is een plaats in de gemeente Askersund in het landschap Närke en de provincie Örebro län in Zweden. De plaats heeft 112 inwoners (2005) en een oppervlakte van 46 hectare.